# ジョージ・ダビッドソン (地理学者)

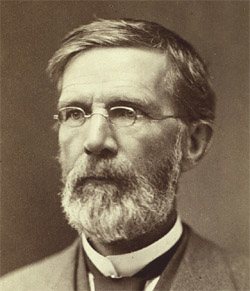
ジョージ・ダビッドソン

ジョージ・ダビッドソン（英語: George Davidson、1825年5月9日 - 1911年12月2日）は、イギリス・ノッティンガム出身のアメリカの地質学者、天文学者である。アラスカ、北アメリカの地理を研究に貢献した。

## 来歴
七歳の時、両親と共にペンシルバニア州へと移住した。フィラデルフィアのセントラル・ハイスクールに入学。1845年に卒業した。彼はそこで科学的な現象に関する物事に関心を寄せ、ジラード大学教授のアレクサンダー・ダラス・バーチェの助手となり、親交を深めた。1850年代にアメリカ西海岸地図を完成させ、南北戦争時には北軍に志願した。1895年、職を追われ、カルフォルニア大学バークレー校の教授として余生を送った。

## 西海岸地図の作成

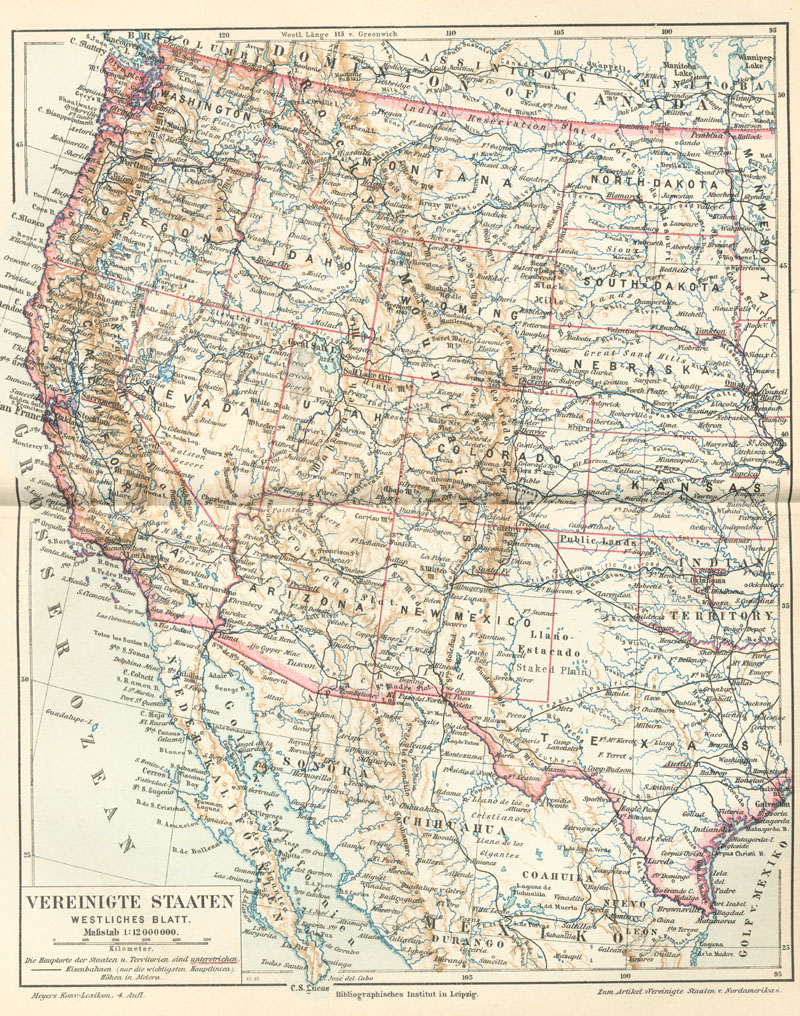
アメリカ西海岸

1848年にメキシコからの領土を手に入れるとゴールドラッシュが始まった。そこで、国立測地測量局局長であったアレクサンダーに、西海岸地図の作成を彼に任せた。1850年5月5日、ジェイムズ・ローソン、ジョン・ロックウェルとともにフィラデルフィア号でニューヨークを発った。中央アメリカからはラバやカヌーで移動し、パナマについた後、テネシー号に乗り換え太平洋を北上した。その後、サンフランシスコを拠点に西海岸の測量をはじめた。測量はうまくいかないことが続いた。マカ族に侵略者と疑われたりヌートカ族との衝突もあったり仲間の死や自身のリューマチなどを越えて1854年の秋には西海岸地図を完成させ、東側へ帰還した。

## その後の功績

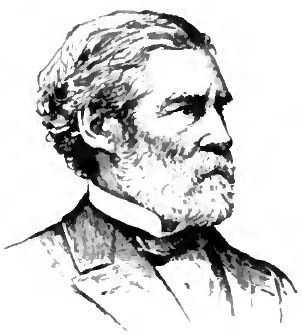
ジョージ・ダビッドソンの似顔絵

1855年、カルフォルニアにローソンと共にまた戻った。途中に船員が叛乱を起こしたが、縛りつけておいたと彼の手記に記してある。ワシントン州の水路で仕事をした。1859年に、彼は北軍に志願した。南北戦争後はバーチェと共に過ごし、バーチェの死後八年振りに西海岸へ戻った。彼の管轄はアラスカからサンディエゴまでに増加した。また、彼は多くの地名の名づけ親となった。1874年、金星日面経過観測のため、来日した。上野彦馬によって写真も撮られている。日本の観測隊の責任者は柳楢悦だった。前年9月には学者として仲間であったダビッド・モルレーも来日している。1895年、突然退職を命じられた。その後は個人的に測量を行った他、カルフォルニア大学で教鞭を執った。1911年12月、息を引き取った。

## 著作
- Coast Pilot of California, Oregon and Washington (1857–1887)
- Coast Pilot of Alaska (Part I, 1868)
- The Alaska Boundary (1903)
- The Glaciers of Alaska (1904)
- The Discovery of San Francisco Bay (1907)
- Francis Drake on the Northwest Coast of America (1908)
- Origin and Meaning of the Name California (1910)

これら以外にもカルフォルニア大学にいくつかの論文が残っている。

## 賞
彼の娘であるエレナーはアメリカ地質学会で、地質学に顕著な功績をもたらした人物に「ジョージ・ダビッドソン賞」を授与している。